# 2017 en boxe anglaise
| Années de la boxe anglaise : 2014 - 2015 - 2016 - 2017 - 2018 - 2019 - 2020    |
| Décennies de la boxe anglaise : 1980 - 1990 - 2000 - 2010 - 2020 - 2030 - 2040 |

Résumé de l'année 2017 en boxe anglaise.

## Boxe professionnelle

### Janvier
- 13/01/17 : Erislandy Lara (24-2-2, 13 KO), champion WBA poids super-welters, bat par KO au 4e round Yuri Foreman (34-3, 10 KO).
- 14/01/17 : José Pedraza (22-1, 12 KO), champion IBF poids super-plumes, perd par arrêt de l'arbitre au 7e round face à Gervonta Davis (17-0, 16 KO).
- 14/01/17 : James DeGale (23-1-1, 14 KO), champion IBF poids super-moyens et Badou Jack (20-1-3, 12 KO), champion WBC, font match nul.
- 25/01/17 : Chayaphon Moonsri (45-0, 17 KO), champion WBC poids pailles, bat aux points Melvin Jerusalem (11-1, 7 KO).
- 28/01/17 : Carl Frampton (23-1, 14 KO), champion WBA poids plumes, perd aux points contre Leo Santa Cruz (33-1-1, 18 KO).
- 28/01/17 : Francisco Vargas (23-1-2, 17 KO), champion WBC poids super-plumes, s'incline par arrêt de l'arbitre à la 11e reprise contre Miguel Berchelt (31-1, 28 KO).
- 28/01/17 : Dejan Zlaticanin (22-1, 15 KO), champion WBC poids légers, perd par KO au 3e round face à Mikey Garcia (36-0, 30 KO).
- 29/01/17 : Jerwin Ancajas (26-1-1, 17 KO), champion IBF poids super-mouches, s'impose par abandon au 7e round contre Jose Alfredo Rodriguez (32-5, 19 KO).

### Février
- 10/02/17 : Robert Easter Jr (19-0, 14 KO), champion IBF poids légers, bat aux points Luis Cruz (22-5-1, 16 KO).
- 10/02/17 : Rau'shee Warren (14-2, 4 KO), champion WBA poids coqs, perd aux points contre Zhanat Zhakiyanov (27-1, 18 KO).
- 25/02/17 : Rey Vargas (29-0, 18 KO) bat aux points Gavin McDonnell (16-1-2, 4 KO) pour le titre vacant de champion WBC poids super-coqs.
- 25/02/17 : Jarrett Hurd (20-0, 14 KO) bat par arrêt de l'arbitre au 9e round Tony Harrison (24-2, 20 KO) pour le titre vacant de champion IBF poids super-welters.
- 25/02/17 : Deontay Wilder (38-0, 37 KO), champion WBC poids lourds, bat par arrêt de l'arbitre au 5e round Gerald Washington (18-1-1, 12 KO).

### Mars
- 01/03/17 : Thammanoon Niyomtrong (15-0, 7 KO), champion WBA poids pailles, bat Go Odaira (13-6-3, 1 KO) par KO au 5e round.
- 02/03/17 : Shinsuke Yamanaka (27-0-2, 19 KO), champion WBC poids coqs, bat en 7 rounds Carlos Carlson (22-2, 13 KO).
- 04/03/17 : Keith Thurman (28-0, 22 KO), champion WBA poids welters, bat aux points Danny Garcia (33-1, 19 KO), champion WBC.
- 04/03/17 : Juan Hernández Navarrete (34-2, 25 KO) bat par arrêt de l'arbitre au 3e round Nawaphon Kaikanha (36-1, 28 KO) pour le titre vacant de champion WBC poids mouches.
- 18/03/17 : Gennady Golovkin (37-0, 33 KO), champion WBA, WBC et IBF poids moyens, bat aux points Daniel Jacobs (32-2, 29 KO).
- 18/03/17 : Roman Martinez (46-1, 38 KO), champion WBC poids super-mouches, s'incline aux points Srisaket Sor Rungvisai (42-4-1, 38 KO).
- 25/03/17 : Jorge Linares (42-3, 27 KO), champion WBA poids légers, bat aux points Anthony Crolla (31-6-3, 13 KO).
- 25/03/17 : Tyron Zeuge (20-0-1, 11 KO), champion WBA poids super-moyens, bat aux points à l'issue du 5e round (à la suite d'un choc de têtes) Isaac Ekpo (32-2, 24 KO).

### Avril
- 01/04/17 : Mairis Briedis (22-0, 18 KO) bat aux points Marco Huck (40-4-1, 27 KO) pour le titre vacant de champion WBC poids lourds-légers.
- 08/04/17 : Terry Flanagan (33-0, 13 KO), champion WBO poids légers, bat aux points Petr Petrov (38-5-2, 19 KO).
- 08/04/17 : Vasyl Lomachenko (8-1, 6 KO), champion WBO poids super-plumes, bat par abandon au 9e round Jason Sosa (20-2-4, 15 KO).
- 08/04/17 : Oleksandr Usyk (12-0, 10 KO), champion WBO poids lourds-légers, bat aux points Michael Hunter (12-1, 8 KO).
- 15/04/17 : Ricky Burns (41-6-1, 14 KO), champion WBA poids super-légers, s'incline aux points contre Julius Indongo (22-0, 11 KO), champion IBF.
- 22/04/17 : Jermell Charlo (29-0, 14 KO), champion WBC poids super-welters, bat par KO au 6e round Charles Hatley (26-2-1, 18 KO).
- 22/04/17 : Oscar Valdez (22-0, 19 KO), champion WBO poids plumes, bat aux points Miguel Marriaga (25-2, 21 KO).
- 22/04/17 : Jessie Magdaleno (25-0, 18 KO), champion WBO poids super-coqs, bat au second round Adeilson Dos Santos (18-3, 14 KO).
- 22/04/17 : Gilberto Ramirez (35-0, 24 KO), champion WBO poids super-moyens, bat aux points Max Bursak (33-5-1, 15 KO).
- 23/04/17 : Kazuto Ioka (22-1, 13 KO), champion WBA poids mouches, bat aux points Noknoi Sitthiprasert (62-5, 38 KO).
- 29/04/17 : Anthony Joshua (19-0, 19 KO), champion IBF poids lourds, bat par arrêt de l'arbitre au 11e round Wladimir Klitschko (64-5, 54 KO) et s'empare du titre WBA vacant.
- 29/04/17 : Donnie Nietes (40-1-4, 22 KO) bat aux points Komgrich Nantapech (22-4, 15 KO) et s'empare du titre vacant de champion IBF poids mouches.

### Mai
- 06/05/17 : Joseph Parker (23-0, 18 KO), champion WBO poids lourds, conserve son titre aux points contre Razvan Cojanu (16-3, 9 KO).
- 13/05/17 : Khalid Yafai (22-0, 14 KO), champion WBA poids super-mouches, conserve son titre aux points contre Suguru Muranaka (25-3-1, 8 KO).
- 20/05/17 : Gervonta Davis (18-0, 17 KO), champion IBF poids super-plumes, bat par arrêt de l'arbitre au 3e round Liam Walsh (21-1, 14 KO).
- 20/05/17 : Gary Russell Jr (28-1, 17 KO), champion WBC poids plumes, bat par arrêt de l'arbitre au 7e round Oscar Escandon  (25-3, 17 KO).
- 20/05/17 : Terence Crawford (28-1, 17 KO), champion WBC et WBO poids super-légers, bat par abandon à l'issue du 10e round Felix Diaz  (19-2, 9 KO).
- 20/05/17 : Kosei Tanaka (9-0, 5 KO), champion WBO poids mi-mouches, bat aux points Angel Acosta (16-1, 16 KO).
- 20/05/17 : Juan Hernandez Navarrete (34-3, 25 KO), champion WBC poids mouches, s'incline au 6e round contre Daigo Higa (13-0, 13 KO).
- 20/05/17 : Ganigan Lopez (28-7, 17 KO), champion WBC poids mi-mouches, perd aux points contre Ken Shiro (10-0, 5 KO).
- 21/05/17 : Akira Yaegashi (25-6, 13 KO), champion IBF poids mi-mouches, perd par arrêt de l'arbitre au 3e round contre Milan Melindo (36-2, 13 KO).
- 21/05/17 : Naoya Inoue (13-0, 11 KO), champion WBO poids mouches, bat par KO au 3e round Ricardo Rodriguez (16-3, 5 KO).
- 27/05/17 : Jose Argumedo (20-3-1, 12 KO), champion IBF poids pailles stoppe au 8e round Gabriel Mendoza (28-5-2, 23 KO).
- 27/05/17 : Kell Brook (36-2, 25 KO), champion IBF poids welters, s'incline au 11e round contre Errol Spence Jr. (22-0, 19 KO).
- 27/05/17 : George Groves (26-3, 19 KO) bat au 6e round Fedor Chudinov (14-2, 10 KO) et devient super-champion WBA poids super-moyens, Tyron Zeuge étant champion régulier.

### Juin
- 03/06/17 : Adonis Stevenson (29-1, 24 KO), champion WBC poids mi-lourds, bat au second round Andrzej Fonfara (29-5, 17 KO).
- 03/06/17 : Chayaphon Moonsri (47-0, 17 KO), champion WBC poids pailles, bat aux points Omari Kimweri (16-4, 6 KO).
- 10/06/17 : Lee Haskins (34-4, 14 KO), champion IBF poids coqs, perd son titre aux points contre Ryan Burnett (17-0, 9 KO).
- 17/06/17 : Andre Ward (32-0, 16 KO), champion WBA, IBF et WBO poids mi-lourds, bat par arrêt de l'arbitre au 8e round Sergey Kovalev (30-2-1, 26 KO).
- 17/06/17 : Guillermo Rigondeaux (18-0, 12 KO), champion WBA poids super-coqs, bat par KO  au 1er round Moises Flores (25-1, 17 KO). 
Le résultat sera changé en no contest quelques jours plus tard en considérant que le coup ayant mis Flores au tapis avait été porté après la fin du round.
- 30/06/17 : Robert Easter Jr (20-0, 14 KO), champion IBF poids légers bat aux points Denis Shafikov (38-3-1, 20 KO).

### Juillet
- 02/07/17 : Manny Pacquiao (59-7-2, 38 KO), champion WBO poids welters, perd aux points contre Jeff Horn (17-0-1, 11 KO).
- 02/07/17 : Jerwin Ancajas (27-1-1, 18 KO), champion IBF poids super-mouches, bat par arrêt de l'arbitre au 7e round Teiru Kinoshita (25-2-1, 8 KO).
- 09/07/17 : Denis Lebedev (30-2, 22 KO), champion WBA poids lourds-légers, bat aux points Mark Flanagan (22-5, 15 KO).
- 15/07/17 : Lee Selby (25-1, 9 KO), champion IBF poids plumes, bat aux points Jonathan Victor Barros (41-5-1, 22 KO).
- 15/07/17 : Miguel Berchelt (32-1, 28 KO), champion WBC poids super-plumes, bat aux points Takashi Miura (31-4-2, 24 KO).
- 15/07/17 : Jezreel Corrales (22-1, 8 KO), champion WBA poids super-plumes, bat aux points Robinson Castellanos (24-13, 14 KO).
- 15/07/17 : Thammanoon Niyomtrong (16-0, 7 KO), champion WBA poids pailles, bat aux points Rey Loreto (23-14, 15 KO).
- 23/07/17 : Jose Argumedo (20-4-1, 12 KO), champion IBF poids pailles, perd aux points contre Hiroto Kyoguchi (8-0, 6 KO).
- 23/07/17 : Ryoichi Taguchi (26-2-2, 12 KO), champion WBA poids mi-mouches, bat par arrêt de l'arbitre au 9e round Robert Barrera (18-2, 12 KO).
- 28/07/17 : Zou Shiming (9-2, 2 KO), champion WBO poids mouches, perd son titre par arrêt de l'arbitre au 11e round contre Sho Kimura (15-1-2, 8 KO).

### Août
- 05/08/17 : Vasyl Lomachenko (9-1, 7 KO), champion WBO poids super-plumes, bat par abandon à la fin du 7e round Miguel Marriaga (25-3, 21 KO).
- 15/08/17 : Shinsuke Yamanaka (27-1-2, 19 KO), champion WBC poids coqs, perd par arrêt de l'arbitre au 4e round contre Luis Nery (24-0, 18 KO).
- 19/08/17 : Terence Crawford (32-0, 23 KO), champion WBC & WBO poids super-légers remporte le combat de réunification contre Julius Indongo (22-1, 11 KO), champion WBA & IBF, par KO au 3e round.
- 26/08/17 : Gervonta Davis (19-0, 18 KO), champion IBF poids super-plumes, par KO au 8e round Francisco Fonseca (19-1-1, 13 KO).
- 26/08/17 : Miguel Cotto (41-5, 33 KO), bat aux points Yoshihiro Kamegai (27-4-2, 24 KO) et s'empare du titre vacant de champion WBO poids super-welters.
- 26/08/17 : Rey Vargas (30-0, 22 KO), champion WBC poids super-coqs, bat aux points Ronny Rios (28-1, 13 KO).
- 27/08/17 : Ryuya Yamanaka (15-2, 4 KO) bat aux points Tatsuya Fukuhara (19-5-6, 7 KO) pour le titre de champion WBO poids pailles.

### Septembre
- 08/09/17 : David Benavidez (19-0, 17 KO) bat aux points Ronald Gavril (18-2, 14 KO) et s’empare du titre vacant de champion WBC poids super-moyens.
- 09/09/17 : Wisaksil Wangek (44-4-1, 40 KO), champion WBC poids super-mouches, bat par KO au 4e round Román González (46-2, 38 KO).
- 09/09/17 : Oleksandr Usyk (13-0, 11 KO), champion WBO poids lourds-légers, bat par arrêt de l'arbitre au 10e round Marco Huck (40-5-1, 27 KO).
- 09/09/17 : Naoya Inoue (14-0, 12 KO), champion WBO poids super-mouches, bat par jet de l'éponge à l’issue du 6e round Antonio Nieves (17-2-2, 9 KO).
- 13/09/17 : Yukinori Oguni (19-2-1, 7 KO), champion IBF poids super-coqs, perd par arrêt de l'arbitre au 6e round contre Ryosuke Iwasa (24-2, 16 KO).
- 13/09/17 : Kosei Tanaka (10-0, 6 KO), champion WBO poids mi-mouches, bat par arrêt de l'arbitre au 9e round Rangsan Chayanram (14-2, 8 KO).
- 16/09/17 : Gennady Golovkin (37-0-1, 33 KO), champion WBA, WBC  et IBF poids moyens, fait match nul contre Canelo Álvarez (49-1-2, 34 KO).
- 16/09/17 : Billy Joe Saunders (25-0, 12 KO), champion WBO poids moyens, bat aux points Willie Monroe Jr. (21-3, 6 KO).
- 16/09/17 : Milan Melindo (37-2, 13 KO), champion IBF poids mi-mouches, bat aux points Hekkie Budler (31-3, 10 KO).
- 22/09/17 : Gilberto Ramirez (36-0, 24 KO), champion WBO poids super-moyens, bat aux points Jesse Hart (22-1, 18 KO).
- 23/09/17 : Jorge Linares (43-3, 27 KO), champion WBA poids légers, bat aux points Luke Campbell (17-2, 14 KO).
- 23/09/17 : Joseph Parker (25-0, 18 KO), champion WBO poids lourds, bat aux points Hughie Fury (20-1, 10 KO).
- 30/09/17 : Mairis Briedis (23-0, 18 KO), champion WBC poids lourds-légers, bat aux points Mike Perez (22-3-1, 14 KO).

### Octobre
- 14/10/17 : George Groves (27-3, 20 KO), champion WBA poids super-moyens, bat par KO au 4e round Jamie Cox (24-1, 13 KO).
- 14/10/17 : Leo Santa Cruz (34-1-1, 19 KO), champion WBA poids plumes, bat par arrêt de l'arbitre au 8e round Chris Avalos (27-6, 20 KO).
- 14/10/17 : Erislandy Lara (25-2-2, 14 KO), champion WBA poids super-welters, bat aux points Terrell Gausha (20-1, 9 KO).
- 14/10/17 : Jermell Charlo (30-0, 15 KO), champion WBC poids super-welters, bat par KO au 1er round Erickson Lubin (18-1, 13 KO).
- 14/10/17 : Jarrett Hurd (21-0, 15 KO), champion IBF poids super-welters, bat par abandon à l'issue du 10e round Austin Trout (30-4, 17 KO).
- 21/10/17 : Jezreel Corrales (22-2, 8 KO), champion WBA poids super-plumes, perd par KO au 8e round contre Alberto Machado (19-0, 16 KO).
- 21/10/17 : Murat Gassiev (25-0, 18 KO), champion IBF poids lourds-légers, bat par KO au 3e round Krzysztof Wlodarczyk (53-4-1, 37 KO).
- 21/10/17 : Ryan Burnett (18-0, 9 KO), champion IBF poids coqs, bat aux points Zhanat Zhakiyanov (21-2, 18 KO), champion WBA.
- 22/10/17 : Ken Shiro (11-0, 5 KO), champion WBC poids mi-mouches, bat aux points Pedro Guevara (30-3-1, 17 KO).
- 22/10/17 : Daigo Higa (14-0, 14 KO), champion WBC poids coqs, bat par arrêt de l'arbitre au 7e round Thomas Masson (17-4-1, 5 KO).
- 28/10/17 : Khalid Yafai (23-0, 14 KO), champion WBA poids super-mouches, bat aux points Sho Ishida (24-1, 13 KO).
- 28/10/17 : Anthony Joshua (20-0, 20 KO), champion WBA et IBF poids lourds, bat par arrêt de l'arbitre au 10e round Carlos Takam (35-4-1, 27 KO).

### Novembre
- 04/11/17 : Deontay Wilder (39-0, 38 KO), champion WBC poids lourds, met KO au premier round Bermane Stiverne (25-3-1, 21 KO).
- 04/11/17 : Sergey Lipinets (13-0, 10 KO) bat aux points Akihiro Kondo (29-7-1, 16 KO) pour le titre vacant de champion IBF poids super-légers.
- 04/11/17 : Dmitry Bivol (12-0, 10 KO) bat Trent Broadhurst (21-2, 12 KO) pour le titre de champion WBA poids mi-lourds.
- 11/11/17 : Artur Beterbiyev (12-0, 12 KO) bat par KO au 12e round Enrico Koelling (23-3, 6 KO) pour le titre vacant de champion IBF poids mi-lourds.
- 18/11/17 : Jerwin Ancajas (28-1-1, 19 KO), champion IBF poids super-mouches, bat par arrêt de l'arbitre au 6e round Jamie Conlan (19-1, 11 KO).
- 18/11/17 : Zolani Tete (26-3, 21 KO) bat Siboniso Gonya (11-2, 5 KO) par KO au premier round pour le gain de la ceinture WBO des poids coqs.
- 25/11/17 : Sergey Kovalev (31-2-1, 27 KO), bat par arrêt de l'arbitre au 2e round Vyacheslav Shabranskyy (19-2, 16 KO) pour le titre vacant de champion WBO poids mi-lourds.
- 25/11/17 : Chayaphon Moonsri (49-0, 17 KO), champion WBC poids pailles, bat aux points Tatsuya Fukuhara (19-6-6, 7 KO).

### Décembre
- 02/12/17 : Rey Vargas (31-0, 22 KO), champion WBC poids super-coqs, bat aux points Oscar Negrete (17-1, 7 KO).
- 09/12/17 : Lee Selby (26-1, 9 KO), champion IBF poids plumes, bat aux points Eduardo Ramirez (20-1-3, 7 KO).
- 09/12/17 : James DeGale (23-2-1, 14 KO), champion IBF poids super-moyens, perd aux points contre Caleb Truax (29-3-2, 18 KO).
- 09/12/17 : Kenichi Ogawa (23-1, 17 KO) bat aux points Tevin Farmer (25-5-1, 5 KO) pour le titre vacant de champion IBF poids super-plumes.
- 09/12/17 : Vasyl Lomachenko (10-1, 8 KO), champion WBO poids super-plumes, bat par abandon au 6e round de Guillermo Rigondeaux (17-1, 11 KO).
- 02/12/17 : Miguel Cotto (41-6, 33 KO), champion WBO poids super-welters, perd aux points contre Sadam Ali (26-1, 14 KO).
- 13/12/17 : Jeff Horn (18-0-1, 12 KO), champion WBO poids welters, bat par arrêt de l'arbitre au 11e round Gary Corcoran (17-2, 7 KO).
- 16/12/17 : Billy Joe Saunders (26-0, 12 KO), champion WBO poids moyens, bat aux points David Lemieux (38-4, 33 KO).
- 30/12/17 : Ken Shiro (12-0, 6 KO), champion WBC poids mi-mouches, bat par arrêt de l'arbitre au 4e round Gilberto Pedroza (18-4-2, 8 KO).
- 30/12/17 : Naoya Inoue (15-0, 13 KO), champion WBO poids super-mouches, bat par arrêt de l'arbitre au 3e round Yoann Boyeaux (41-5, 26 KO).
- 31/12/17 : Ryoichi Taguchi (27-2-2, 12 KO), champion WBA poids mi-mouches, bat aux points Milan Melindo (37-3, 13 KO), champion IBF.
- 31/12/17 : Sho Kimura (16-1-2, 9 KO), champion WBO poids mouches, bat par arrêt de l'arbitre au 9e round Toshiyuki Igarashi (23-3-3, 12 KO).
- 31/12/17 : Hiroto Kyoguchi (9-0, 7 KO), champion IBF poids pailles, bat par arrêt de l'arbitre au 8e round Carlos Buitrago (30-31, 17 KO).

## Boxe amateur
- Du 30 au 7 mai : championnats d'Asie de boxe amateur 2017.
- Du 10 au 18 juin : championnats panaméricains de boxe amateur 2017.
- Du 16 au 24 juin : championnats d'Europe de boxe amateur 2017.
- Du 18 au 25 juin : championnats d'Afrique de boxe amateur 2017.
- Du 26 au 29 juin : championnats d'Océanie de boxe amateur 2017.
- Du 25 août au 2 septembre : championnats du monde de boxe amateur 2017.

## Principaux décès
- 15 janvier : Jan Szczepański, boxeur polonais champion olympique des poids légers aux Jeux de Munich en 1972, 77 ans[1].
- 8 mars : Lou Duva, entraineur et manageur de boxe américain, 94 ans[2].
- 14 mars : Rodrigo Valdez, boxeur colombien champion du monde des poids moyens en 1974 et 1977, 70 ans[3].
- 9 avril : Dieter Kottysch, boxeur allemand champion olympique des poids super-welters aux Jeux de Munich en 1972, 73 ans[4].
- 12 avril : Angel Espinosa, boxeur cubain champion du monde des poids super-welters en 1986, 50 ans[5].
- 17 juin : Józef Grudzień, boxeur polonais champion olympique des poids légers aux Jeux de Tokyo en 1964, 78 ans[6].
- 3 septembre : Jake LaMotta, boxeur américain champion du monde des poids moyens en 1949, 95 ans[7].
- 20 septembre : Sugar Ramos, boxeur cubain champion du monde des poids plumes WBA et WBC en 1963, 75 ans[8].
- 6 octobre : Terry Downes, boxeur anglais champion du monde des poids moyens en 1961, 81 ans[9].

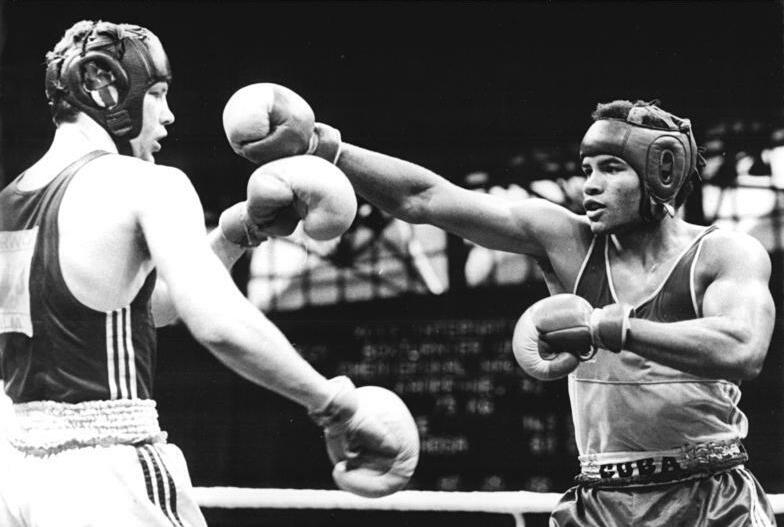
Ángel Espinosa (à droite) contre Henry Maske
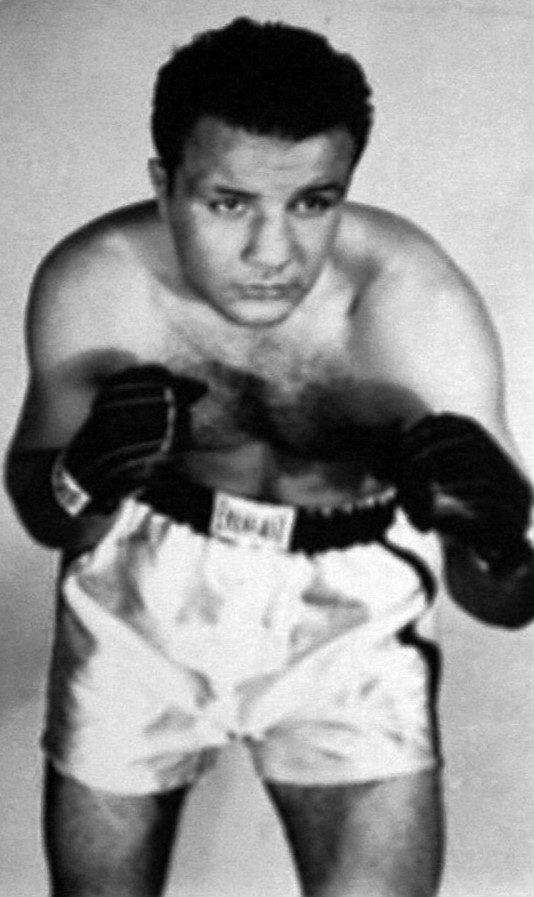
Jake LaMotta en 1952
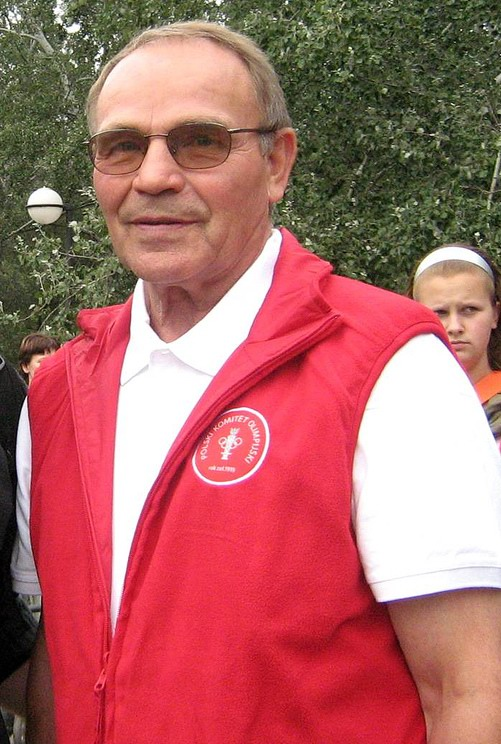
Józef Grudzień en 2007